# Monti Alessandra
I Monti Alessandra (in lingua inglese: Alexandra Mountains) sono un gruppo di basse cime montuose situate nella porzione settentrionale della Terra di re Edward VII, subito a sudest della Sulzberger Bay nella Terra di Marie Byrd, in Antartide. 
Furono scoperti tra il gennaio e il febbraio 1902 dalla Spedizione Discovery, la spedizione nazionale antartica britannica, nel corso di una corciera di esplorazione della nave Discovery lungo la Barriera di Ross. La denominazione è stata assegnata in onore della regina Alessandra del Regno Unito. Non vanno confusi con i Monti della Regina Alessandra, intitolati alla stessa sovrana.

## Principali elementi geografici
- Balsley Peak (77°38′S 153°36′W)
- Bowman Peak (77°29′S 153°13′W)
- Mount Josephine (77°33′S 152°48′W)
- La Gorce Peak (77°37′S 153°22′W)
- Scott Nunataks (77°14′S 154°12′W)
- Sneddon Nunataks (77°17′S 153°46′W
- Mount Swadener (77°16′S 153°45′W)
- Mount Youngman (77°15′S 154°21′W)
- Clark Peak (77°31′S 154°12′W)
- Butler Glacier (77°24′S 152°42′W)
- Richter Glacier 77°10′S 155°25′W
- Cumbie Glacier 77°13′S 154°12′W
- Larson Glacier 77°28′S 154°00′W